# Aashiqui 2
Pour plus de détails, voir Fiche technique et Distribution.
Aashiqui 2 est un film indien de Bollywood réalisé par Mohit Suri sorti le 26 avril 2013.
Le film met en vedette Aditya Roy Kapoor et Shraddha Kapoor et connait un grand succès public.
Il s'agit du troisième remake du film Une étoile est née de William A. Wellman, sorti en 1937.

## Synopsis
Le film narre l'histoire de Rahul (Aditya Kapoor), un chanteur talentueux qui connaît le succès mais a des problèmes d'alcool et de drogue. Un soir, il fait la rencontre d'Arohi (Shraddha Kapoor), jeune chanteuse de bar. Rahul tombe sous le charme de son interprétation (une reprise d'un de ses titres) . Alors commence une nouvelle vie pour la jeune chanteuse, car Rahul lui propose de quitter son travail et de le suivre à Mumbai pour qu'il fasse d'elle cette star qu'elle rêve d'être. Mais les choses vont très vite changer quand Rahul comprend qu'il a des sentiments pour la belle jeune fille. La relation naissante entre les deux artistes ne se passe pas comme prévu, car les mauvaises habitudes de Rahul resurgissent. Leur relation va-t-elle tenir malgré tout ?

## Distribution

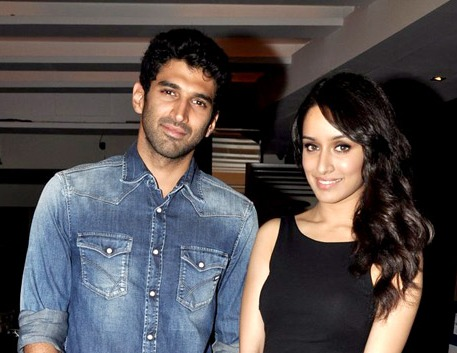
Shraddha Kapoor et sa co-star Aditya Roy Kapur célébrant la sortie du film Aashiqui 2.

- Aditya Roy Kapoor : Rahul
- Shraddha Kapoor : Arohi
- Shaad Randhawa : Vivek

## Box-office
- Box-office en Inde : 1 000 000 000 roupies indiennes (environ 11 000 000 d'euros).
- Budget : 90 000 000 roupies (environ 1 000 000 d'euros).

Le film est qualifié de blockbuster.